# Albulowate
Albulowate (Albulidae) – rodzina ryb albulokształtnych (Albuliformes), cenionych w wędkarstwie sportowym.

## Występowanie
Morza tropikalne, rzadko w wodach słodkich lub słonawych.

## Cechy charakterystyczne
Ciało wydłużone, bocznie spłaszczone, o długości do 105 cm (Albula vulpes). Otwór gębowy w położeniu końcowo-dolnym. Płetwa ogonowa dobrze rozwinięta, głęboko wcięta. Pęcherz pławny umożliwia oddychanie powietrzem atmosferycznym, dzięki czemu ryby mogą przebywać w wodzie o niskiej zawartości tlenu. Żywią się przydennymi bezkręgowcami.

## Klasyfikacja
W literaturze przyjmowane są dwa podziały systematyczne tej grupy ryb. Pierwszy dzieli albulowate na monotypowe podrodziny Albulinae i Pterothrissinae (belotkowate). Drugi podnosi te podrodziny do rangi rodzin. W tym drugim przypadku do albulowatych zaliczany jest tylko rodzaj Albula. Tutaj klasyfikacja za Eschmeyer’s Catalog of Fishes:
- Albulinae Bleeker, 1859
- Pterothrissinae Gill, 1893 – belotkowate[6]